# Günter Hauser
Pas d'image ? Cliquez ici
Günter Hauser, né en 1928 à Pforzheim (Allemagne) et mort en 1981 sur le volcan Osorno (Chili), est un alpiniste, écrivain et entrepreneur allemand.

## Biographie

### Carrière alpine
Hauser est actif au sein de l'Association économique germano-africaine (de) (Afrika-Verein der deutschen Wirtschaft) à Hambourg et de la section munichoise du Club alpin allemand (DAV). Il participe à l'expédition allemande au Broad Peak (anciennement K3) dans le Karakoram en 1954. Il en est le plus jeune membre.
Trois ans plus tard, il dirige une expédition dans les Andes péruvienne avec la section souabe du club alpin allemand (de). Les membres de l'expédition réalisent douze ascensions, dont la première ascension de l'Alpamayo le 19 juin 1957. En 1965, Hauser organise la première expédition allemande au Népal depuis la fin de la Seconde Guerre mondiale, au cours de laquelle les participants (huit Allemands et trois Sherpas) gravissent le sommet du Gangapurna (7 455 mètres) dans la région de l'Annapurna. Dans son livre Eisgipfel und Goldpagoden – Expedition ins Königreich Nepal (en français : Pics de glace et pagodes d'or - Expédition royaume du Népal), il fait l'éloge du travail des Sherpas et plus généralement de l'aide apportée par les populations locales. Son engagement en faveur du Népal lui vaut d'être nommé consul royal du Népal en Bavière.
Günter Hauser est mortellement blessé sur le volcan Osorno, lors d'un voyage d'exploration au Chili en 1981.

### Entrepreneuriat
En 1973, Hauser réalise sa vision consistant à « rendre les pays étrangers et leurs habitants accessibles aux non-alpinistes ainsi qu'aux amateurs de paysages, de culture et surtout de randonnée » en fondant la société Hauser Exkursionen, dont le premier programme consiste alors en six brochures avec cinq itinéraires dans quatre pays. La société prétend être le leader sur le marché germanophone, devant le DAV Summit Club (de).

## Ouvrages
- (de) Ihr Herren Berge. Menschen und Gipfel im Lande der Inka. 2. Auflage. Engelhorn, Stuttgart, 1959.
- (de) Nigeria. Volk und Heimat, Buchenhain vor München, 1963.
- (de) Eisgipfel und Goldpagoden. Expedition ins Königreich Nepal. Bruckmann, Munich, 1966.
- (de) Die Hütten des Deutschen Alpenvereins. Deutscher Alpenverein, Munich, 1969.